# Phare de Ponta do Pargo
Le phare de Ponta do Pargo est un phare situé dans la freguesia de Ponta do Pargo de la municipalité de Calheta sur l'île de Madère (Archipel de Madère - Portugal).
Il est géré par l'autorité maritime nationale du Portugal à Oeiras (Grand Lisbonne) .
Il est classé Immeuble d'intérêt municipal (Portugal)  par décret du 2 février 1999.

## Histoire
Le « Plan Général des Phares et Balises », approuvé en 1883, a projeté la construction d'un phare à Ponta do Pargo, avec une optique de 2e ordre, émettant un groupe de trois éclats d'une portée de 25,5 milles. En 1896, des études ont été menées sur place. La commission de modernisation des phares de 1902 a proposé l'installation d'un dispositif optique de 3e ordre, petit modèle. Ce n'est qu'en 1911 que le projet de construction du phare a été développé et le phare de Ponta do Pargo est entré en service le 5 juin 1922.
Le phare est constitué d'une petite tour carrée, avec galerie et lanterne circulaire, de 14 mètres de haut et 312 mètres de haut, adossée à un bâtiment en U d'un seul étage. Il a été équipé, non d'un dispositif de troisième ordre tel qu'il était conçu, mais avec une lentille de Rresnel de second ordre et d'une focale de 700 mm. La source de lumière primitive était une lampe à huile à niveau constant. La rotation optique était produite par un mécanisme d'horlogerie.
La lampe a été remplacée en 1937 par une lampe à incandescence par la vapeur de pétrole. Le phare a été électrifié en 1958 avec un ensemble de groupes électrogènes et un système de réserve au gaz. Il a été relié au réseau public d'électricité en 1989, et automatisé dans la même année.
En 1999, une résolution de la Présidence du Gouvernement Régional, a déclaré le phare de Ponta do Pargo de la valeur culturelle de la Région, en la classant comme valeur locale.
En 2001, un petit pôle muséologique a été créé dans un bâtiment annexe du phare.
Identifiant : ARLHS : MAD005 ; PT-656 - Amirauté : D2752 - NGA : 23712 .
|                |
| Ponta do Pargo |

|          |
| Le phare |

|             |
| La lanterne |

### Lien connexe
- Liste des phares de Madère